# 施约瑟

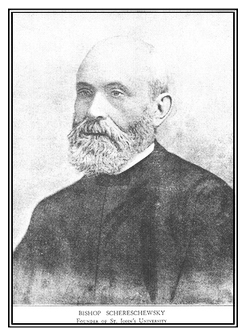

施约瑟（Samuel Isaac Joseph Schereschewsky，1831年5月21日（或6日）–1906年10月15日）是19世纪美国圣公会派驻中国的一位主教，翻译了北京官话旧约圣经和文理本新旧约圣经，创办了上海圣约翰大学。

## 生平
1831年5月21日（或6日），施约瑟出生在俄罗斯帝国统治下的立陶宛小镇陶拉格，父母都是犹太人。幼年父母双亡，由同父异母的兄长抚养。1848年，施约瑟就讀于日托米尔的拉比学校，1852年进入普鲁士布雷斯劳大学，在那里接触了一批信仰基督教的犹太人。1854年，施约瑟移民到美国纽约，做装运玻璃的工人。1855年4月2日，他在守逾越节晚餐时，决定受浸归信基督耶稣。 1856年，施约瑟就读于宾夕法尼亚州Allegheny市的长老会的西方神学院。由于美北长老会没有批准他到海外传教的请求，在1857年他转入紐约市的圣公会神学院（Episcopal General Theological Sminary）。1859年7月7日，施约瑟被按立为圣公会的会吏。一周以后即启程前往中国上海，成为美国圣公会的一名海外传教士。
施约瑟颇有语言天赋，在上海三年期间（1859年–1862年），他学会了上海话、官话（国语）和文言文。当《北京条约》签订、北京向外国人开放以后，施约瑟立刻请求前往北京。他在北京居留12年之久（1862年–1874年），在传教方面收效甚微，九年中只为三名中国人施行洗礼。不过在1864年他和另外几位传教士（艾約瑟、包約翰、白汉理、丁韙良）组成了北京翻译委员会，着手将圣经翻译成北京官话。由于他精通希伯来文，因此主要负责旧约部分。1872年，北京官话的新約译本完成；1874年，北京官话的旧约译本完成。1878年，英国圣经公会将旧约和新约合并出版，即是北京官话新旧约全书。這部新舊約全書是第一部北京官话聖經，比后来的官话和合本早四十年。1868年，他在北京与英国女传教士 苏珊·M·沃林（1837–1909）结婚，二人后来育有一子一女。 
1875年，施约瑟计划在中国创办一所学院，因此他回到美国，进行募捐活动。1877年10月31日，施約瑟在纽约市曼哈頓的恩典堂（Grace Church）被祝圣为圣公会上海传教区的主教（Missionary Bishop of Shanghai）。随后他以上海主教的身份，在1878年7月，前往伦敦参加了普世聖公宗藍柏會議（Lambeth Conference）。
施约瑟回到上海以后，将原来的两所圣公会学校培雅书院和度恩书院合并，着手筹建圣约翰书院（Saint John's College）。1879年，施约瑟主教看中了西郊苏州河转折处的一块面积84亩的土地。这块土地是英国商人、兆丰洋行（H.Fogg ＆ Co.）大班福格（H.Fogg）在1864年买下、所建的私人花园的一部分，已经建成极司非尔路，可通静安寺。1879年4月14日（復活节的次日），举行了学校的奠基仪式；同年9月，圣约翰书院开学，有十名老师（美籍华籍各半），及62名学生，用国语和上海方言授课，学习神学、西学、国学。书院共设六年课程，分为预备、神学、学院。
美国圣公会后来在中国的传教活动，主要集中在长江中游地区。1881年夏天，施约瑟主教前往此一带视察教务。8月12日，由于武昌的天气极为炎热，施约瑟严重中暑，痉挛，昏迷不醒达数日之久。8月23日，乘船回上海休养。次后，施约瑟四肢行动不便，連說话也受影响。1882年，施约瑟前往瑞士疗养。1883年，他辞去了美国圣公会主教职务。1886年，他回到美国，居住了9年。圣约翰书院也由卜舫济担任校长。在此期間，施約瑟又將新舊約聖經翻譯為文言文，即施約瑟文理译本。中風之后的施約瑟只有兩個指頭能活動，所以他用這兩指翻譯的聖經又稱文理二指版聖經。
1895年，施约瑟夫妇再度回到上海。由于日本的印刷更有效率，1897年，施约瑟夫妇移居日本东京。1899年和1902年，他的北京官话旧约圣经和文理新旧约圣经先后在东京印行。此后他又准备制作串珠注释版。1906年10月15日，施约瑟因糖尿病而離世，享年75歲。